# Médico

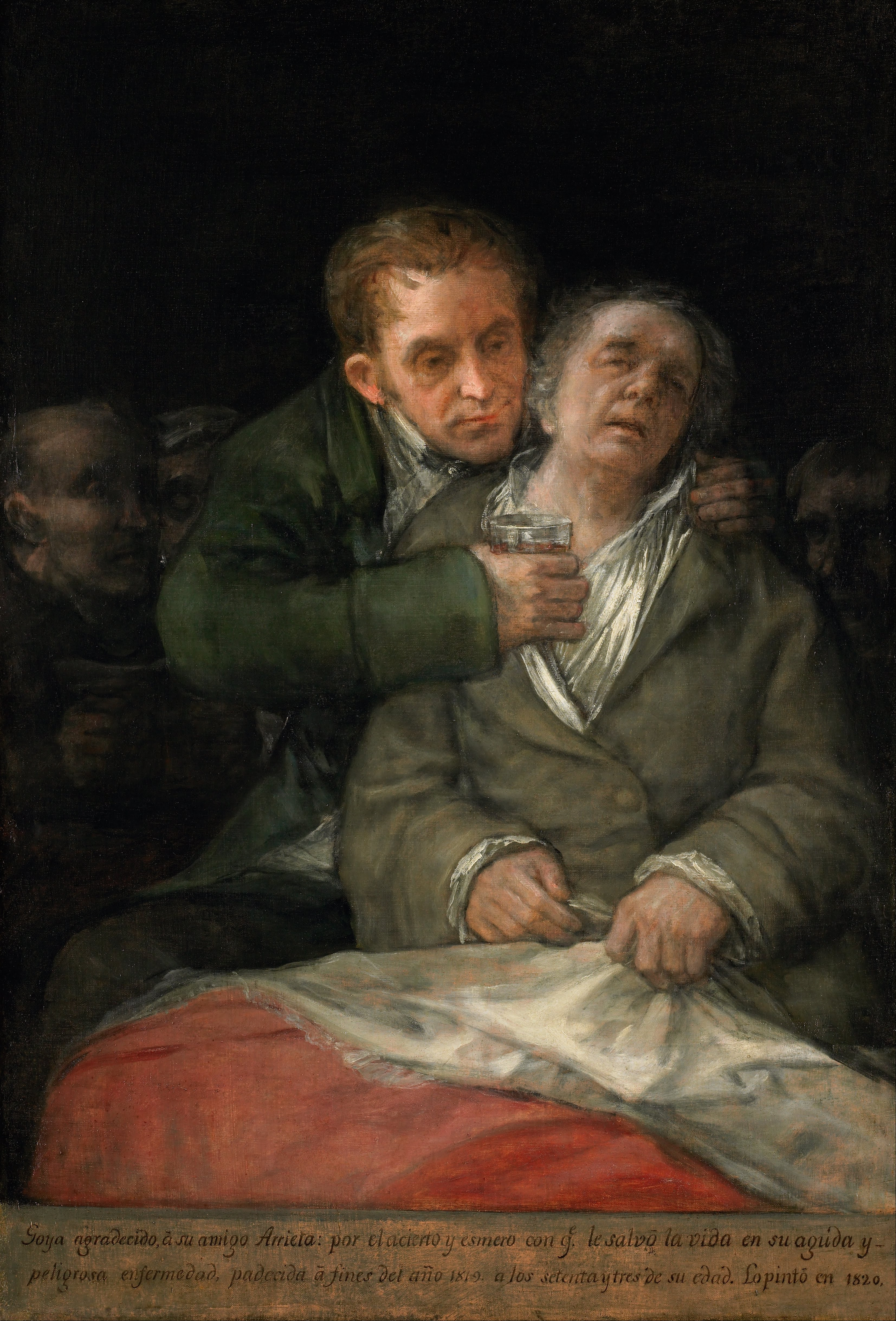
Goya atendido por Arrieta, (1820), de Francisco de Goya.

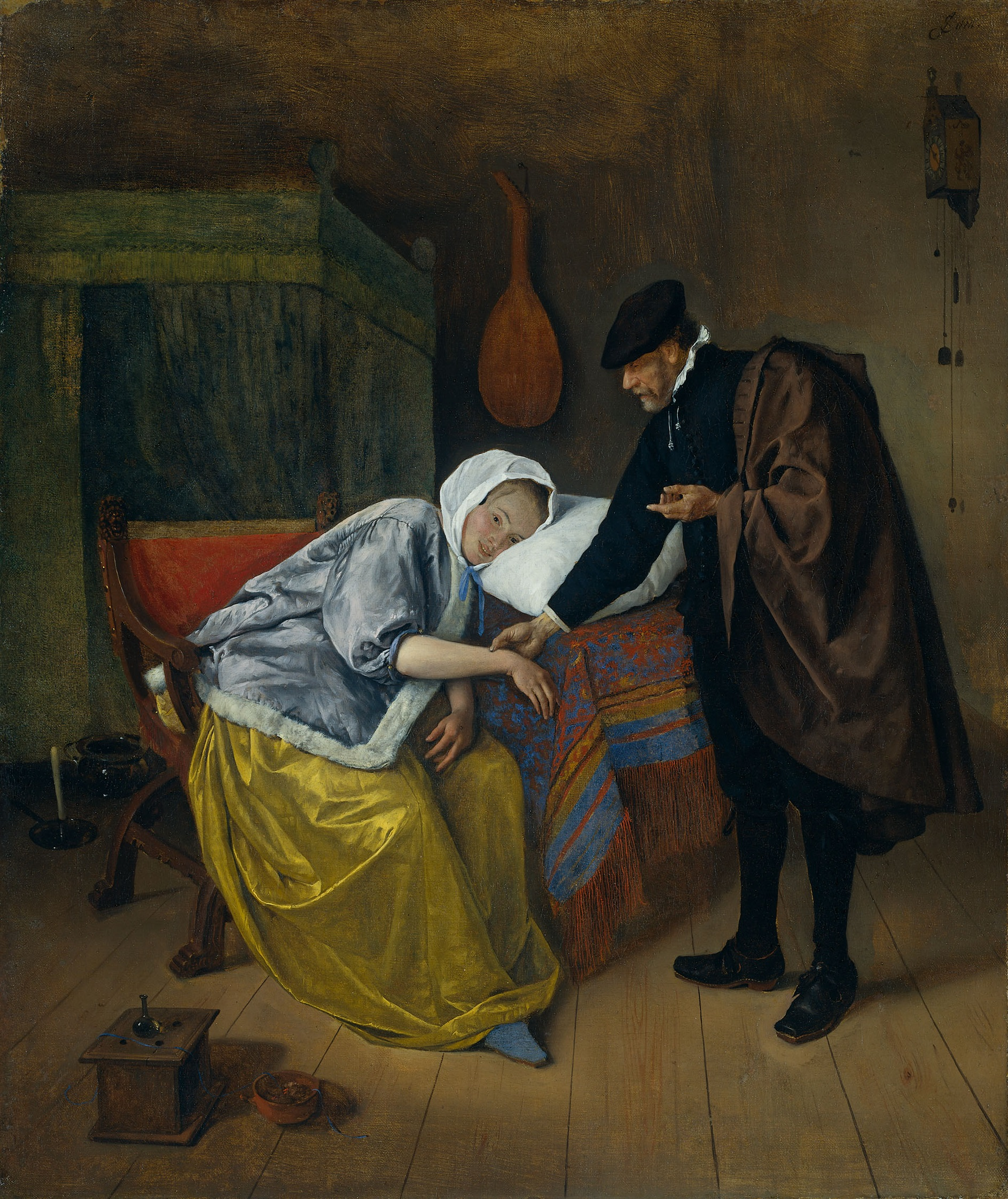
El médico y su paciente, de Jan Havicksz Steen, Rijksmuseum.

Un médico, facultativo o galeno es un profesional que practica la medicina y que intenta mantener y recuperar la salud mediante el estudio, el diagnóstico y el tratamiento de la enfermedad o lesión del paciente. En la lengua española, en forma coloquial, se denomina también doctor a este tipo de profesional, aunque no haya obtenido el grado de doctorado. La persona que ejerce la medicina es un profesional altamente calificado en materia sanitaria. Debido a que tiene que dar respuestas acertadas y rápidas a problemas de salud, mediante decisiones tomadas habitualmente en condiciones de gran incertidumbre, precisa de formación continuada a lo largo de toda su vida laboral.
Un profesional de la medicina tiene como objetivo principal «preservar la salud del paciente y mitigar su dolor». Hipócrates afirmaba: «El médico rara vez cura, a veces alivia». También, el objetivo de esta profesión es la conservación, recuperación y rehabilitación del individuo para integrarlo al medio social. Es necesario tener capacitación para el diagnóstico y tratamiento del paciente, así como también la prevención de enfermedades, el fomento y promoción de la salud.

## Denominaciones
Aunque el vocablo «doctor» hace alusión a quienes han obtenido un título de «doctorado», el uso coloquial se extiende también a los profesionales que ejercen la medicina en los siguientes países:
| País                 | Título universitario                        | Denominación profesional |
| -------------------- | ------------------------------------------- | ------------------------ |
| Argentina            | Médico                                      | Médico                   |
| Bolivia              | Médico Cirujano                             | Médico                   |
| Chile                | Médico Cirujano                             | Médico                   |
| Colombia             | Médico o Médico Cirujano (homólogos)        | Médico                   |
| Ecuador              | Médico Cirujano                             | Médico                   |
| España               | Licenciado (grado en medicina y cirugía)    | Médico                   |
| México               | Médico Cirujano / Médico Cirujano y Partero | Médico                   |
| Paraguay             | Médico                                      | Médico                   |
| Perú                 | Médico Cirujano                             | Médico                   |
| República Dominicana | Licenciado en Medicina y Cirugía General    | Médico                   |
| Uruguay              | Doctor en medicina                          | Médico                   |

* se utiliza la terminación genérica

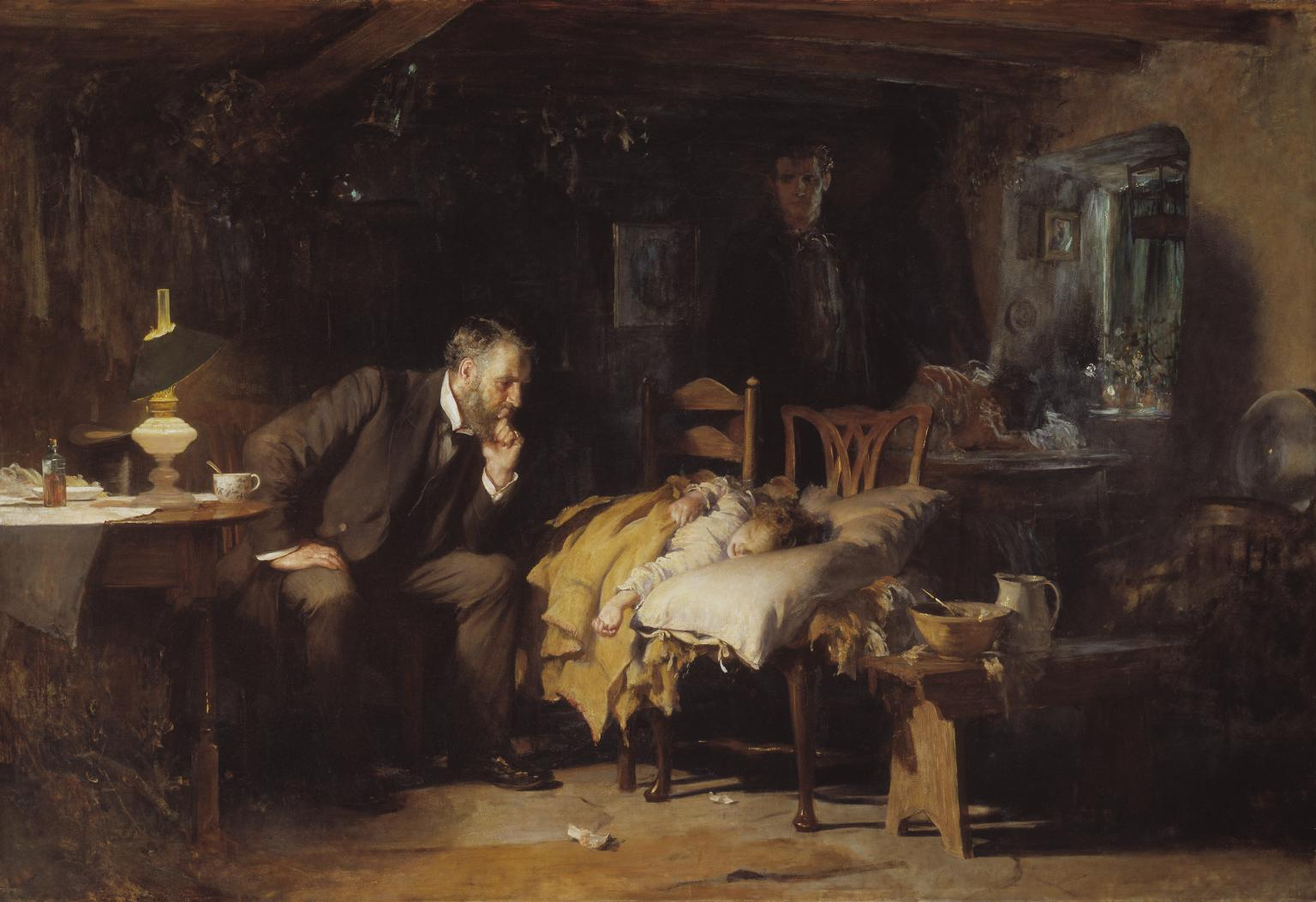
The Doctor (1891), de Luke Fildes

## Motivación
Las razones para ser profesional de la salud en la actualidad pueden ser de cuatro tipos:

### Personales

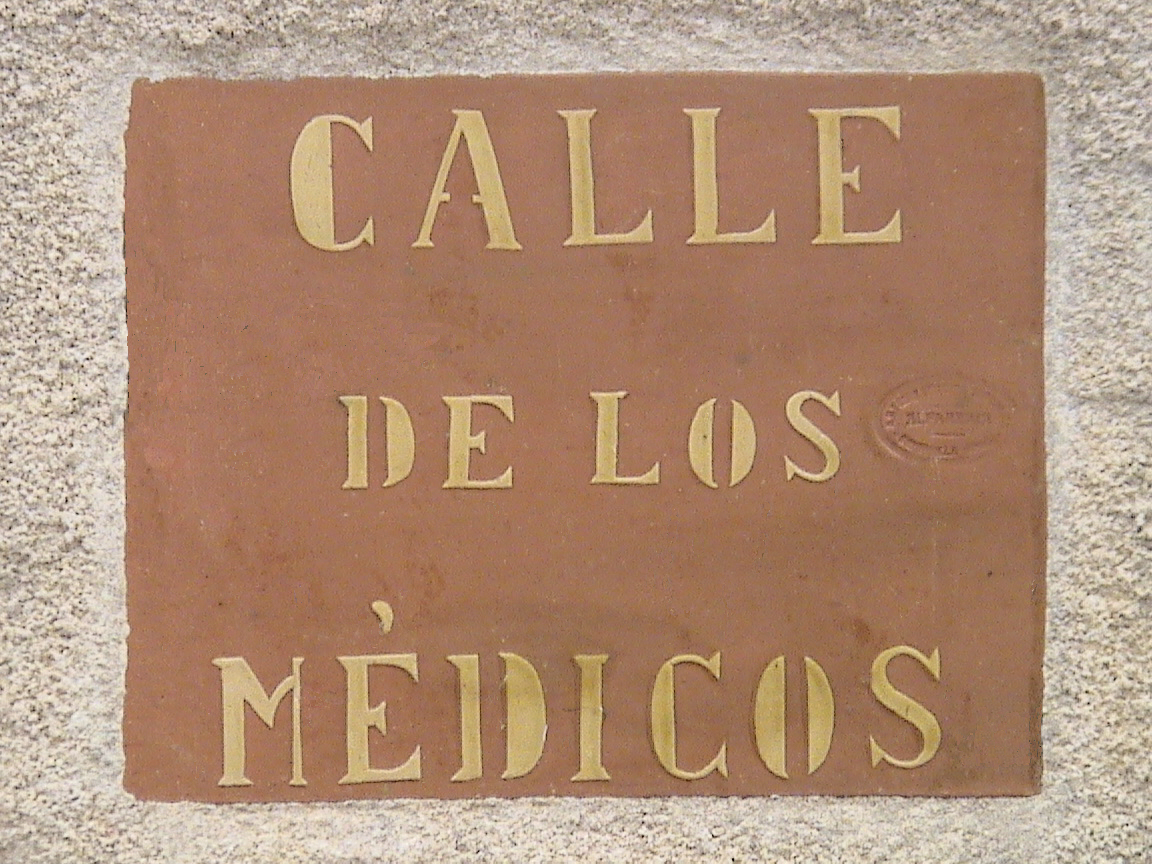
Calle dedicada a los Médicos, en Chinchilla de Monte-Aragón, Albacete.

Son las razones principales y más importantes.
- Influencia de familiares, amigos, o de los medios de comunicación.
- Compromiso con los pacientes y su sufrimiento, con lo concreto e individual.
- Planteamientos religiosos, filosóficos o de vida, como la creencia del impacto de la medicina en la equidad.
- Vocación por la profesión y la vida.

### Sociales
- Puede ser un camino de compromiso social para el cambio de las circunstancias que generan enfermedad. Lucha contra los determinantes sociales de la salud, y solidaridad con los afectados.
- Puede llegar a ser una forma de rebelión contra la injusticia social.

### Científicas
- Trabajar en centros que irradien nuevo conocimiento científico, para que cambie la faz del sufrimiento.
- Dominar una parte poderosa de la ciencia y de la técnica, de enorme atractivo por su impacto en la salud del paciente.
- El esfuerzo por la innovación de la organización de servicios, y a la mejora de la investigación aplicada a la atención de los pacientes con los ensayos clínicos, los estudios observacionales y el conjunto que llamamos “medicina basada en pruebas” (Evidence Based Medicine).
- El ansia del desarrollo de las ciencias médicas es fundamental, y sirve de acicate a la continua necesidad de formación continuada que caracteriza al médico.
- La producción de ética médica, que pone el contrapunto filosófico y deontológico al quehacer del médico clínico.

### Prácticas
- Puede ser una elección que dé mucha versatilidad a la vida, como ofrecen las diferentes especialidades médicas, los lugares de trabajo y el tiempo dedicado a la profesión.
- La remuneración del médico. En general, como médico se recibe una compensación económica que suele estar en la media o por encima de la media de otros profesionales (aunque hay variaciones extremas), y en todo caso ser médico es un medio de vida.

## Valores

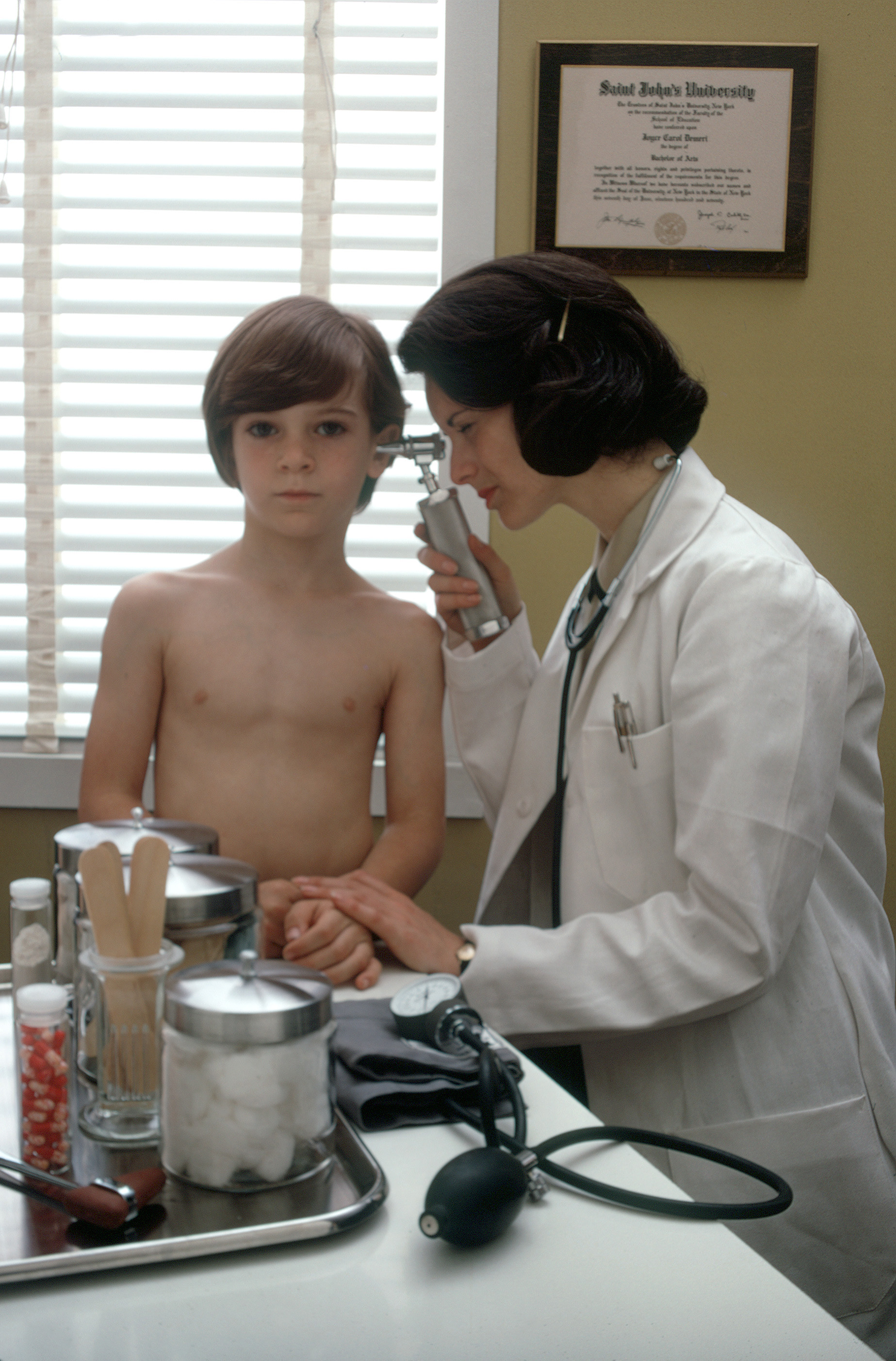
Pediatra explorando el oído a una niña con un otoscopio. El trato del médico a su paciente debe ser digno.

Las cualidades que debe poseer un médico clínico son:
- el trato digno al paciente y a los compañeros
- el control juicioso de la incertidumbre durante el encuentro con el enfermo
- la práctica de una ética de la ignorancia (compartir con el paciente nuestras limitaciones científicas)
- la práctica de una ética de la negativa (para rechazar aquello que no tiene sentido, firme pero amablemente, de pacientes, jefes y compañeros)
- una enorme polivalencia en el limitado tiempo de la atención clínica.

## Axiomas médicos
Son reglas generales que se consideran «evidentes» y se aceptan sin requerir demostración previa, tanto en medicina como en enfermería:
- Primum non nocere: «Lo primero es no hacer daño.»[13]
- «No hay enfermedades, sino enfermos.»[14] Es un lema clave para el médico, pues indica que el enfermar (el padecer la enfermedad) es mucho más que la enfermedad. Las enfermedades son estados cambiantes mal definidos que cada paciente vive de forma personal.
- Memento mori: «Recuerda que morirás.»[15]

## Funciones
Las principales funciones del médico son:
- Clínica: la atención a los pacientes.
- Formación: tanto su propia formación continuada, como el adiestramiento de estudiantes de medicina. Además, de la educación para la salud de los ciudadanos.
- Investigación: para conseguir el mejor desarrollo e innovación de la medicina.
- Administración o gestión: de los recursos humanos, materiales y financieros disponibles, y de la captación de nuevos apoyos socio-sanitarios.

## Día Internacional del Profesionista de la Salud
En 1946 la Confederación Médica Panamericana acordó conmemorar el 3 de diciembre el "Día Internacional del Profesionista de la Salud", en memoria del médico cubano Carlos J. Finlay, descubridor del Aedes aegypti como trasmisor de la fiebre amarilla. Cada país tiene su fecha para conmemorar a los profesionales de la salud.

## Profesionista de la Salud en el arte

### Literatura
- Tirso de Molina. El amor médico.
- Pedro Calderón de la Barca. El médico de su honra. 1637.
- Molière. El médico volador (Le médecin volant). 1645.
- Molière. El doctor enamorado (Le docteur amoureux). 1658.
- Molière. El médico a palos (Le médecin malgré lui). 1666.
- Alexandre Dumas. Memorias de un médico; José Bálsamo (Mémoires d'un médecin). 1846-1849.
- Renato Grosourdy. El médico botánico criollo. Brachet; 1864.
- Archibald J. Cronin. La ciudadela (The Citadel). Reino Unido: Gollancz; 1937.
- Taylor Caldwell. Médico de cuerpos y almas (6.ª ed.). Martínez Roca; 1966.
- Marino Gómez-Santos. Médicos que dejan huella. Madrid: Organización Sala Editorial; 1974. ISBN 978-84-358-0058-7
- Herbert Le Porrier. El médico de Córdoba (Le médicine de Cordoue). Barcelona: Random House Mondadori; 1977. ISBN 84-97598253
- Frank G. Slaughter. Médicos en peligro (Doctors at Risk). 1983. Barcelona: Planeta; 1985. ISBN 84-320-8809-9
- Noah Gordon. El médico (The Physician). 1986. ISBN 978-0671477486
- Antoni Coll Gilabert. El médico. Barcelona: Armonía Poética; 1991. ISBN 978-84-87749-09-4
- Noah Gordon. Chamán (Shaman). 1992. ISBN 978-8496791633
- Noah Gordon. La doctora Cole (Matters of Choice). 1996. ISBN 978-8466617888
- Tessa Korber. El médico del emperador (Der medicus des Kaisers). Barcelona: Ediciones B; 2005. ISBN 84-66621741
- Arsenio Asenjo. Humor médico: Las mejores anécdotas y chistes sobre médicos y pacientes. Barcelona: Ediciones Robinbook; 2006. ISBN 978-84-7927-799-4
- Matt Cohen. El médico de Toledo. Madrid: Ediciones Maeva; 2006. ISBN 978-84-96231-84-9
- Alberto García Lledó. La lección de anatomía. Alcalá de Henares: Universidad de Alcalá Servicio de Publicaciones; 2010. ISBN 978-84-8138-855-8
- José Luis Corral. El médico hereje. Barcelona: Planeta; 2013. ISBN 978-84-08-12242-5

#### Historietas
- Osamu Tezuka. Black Jack; Editorial Akita Shoten. Japón. 1973.

### Pintura

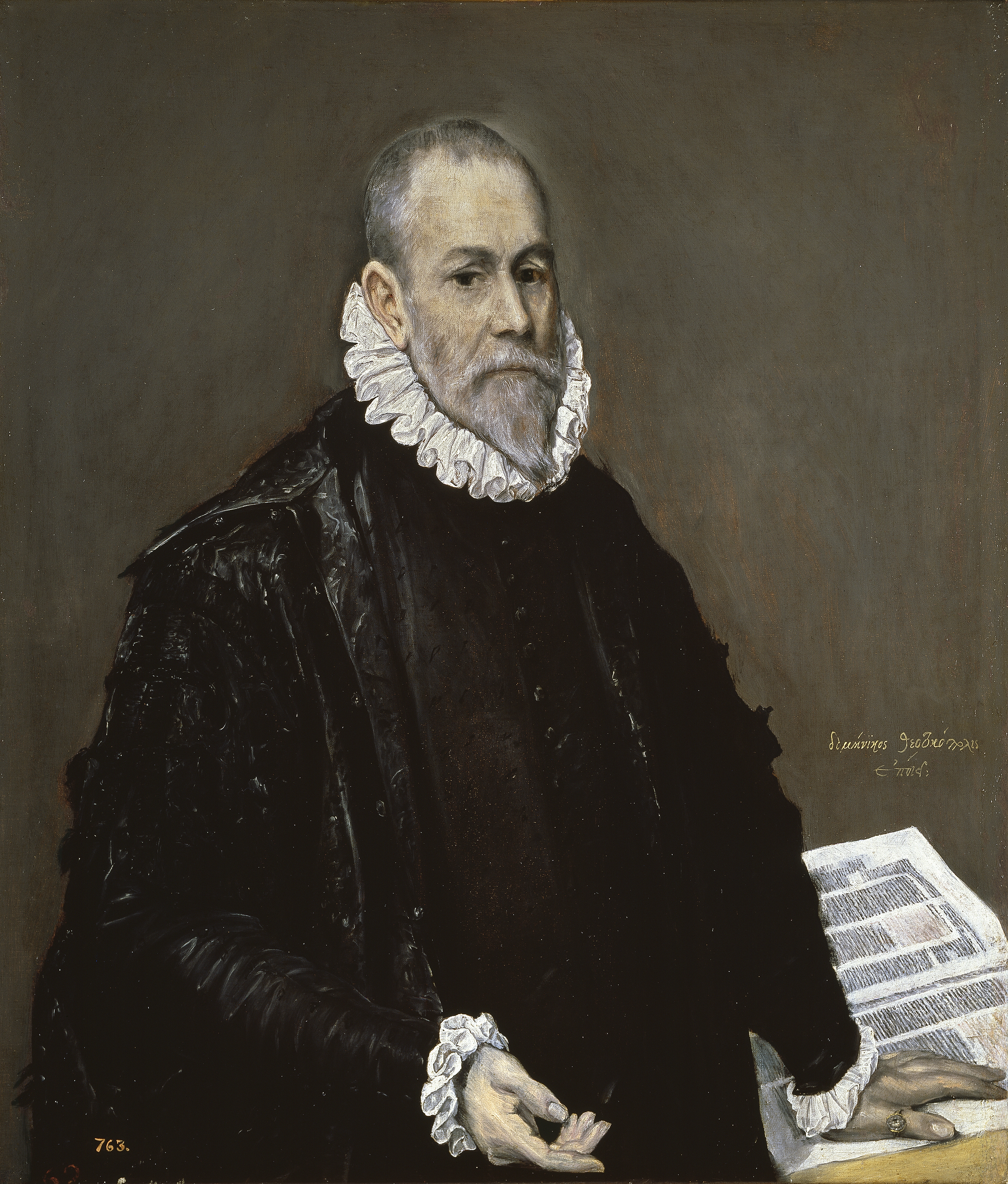
Retrato de un médico. El Greco, siglo XVI.
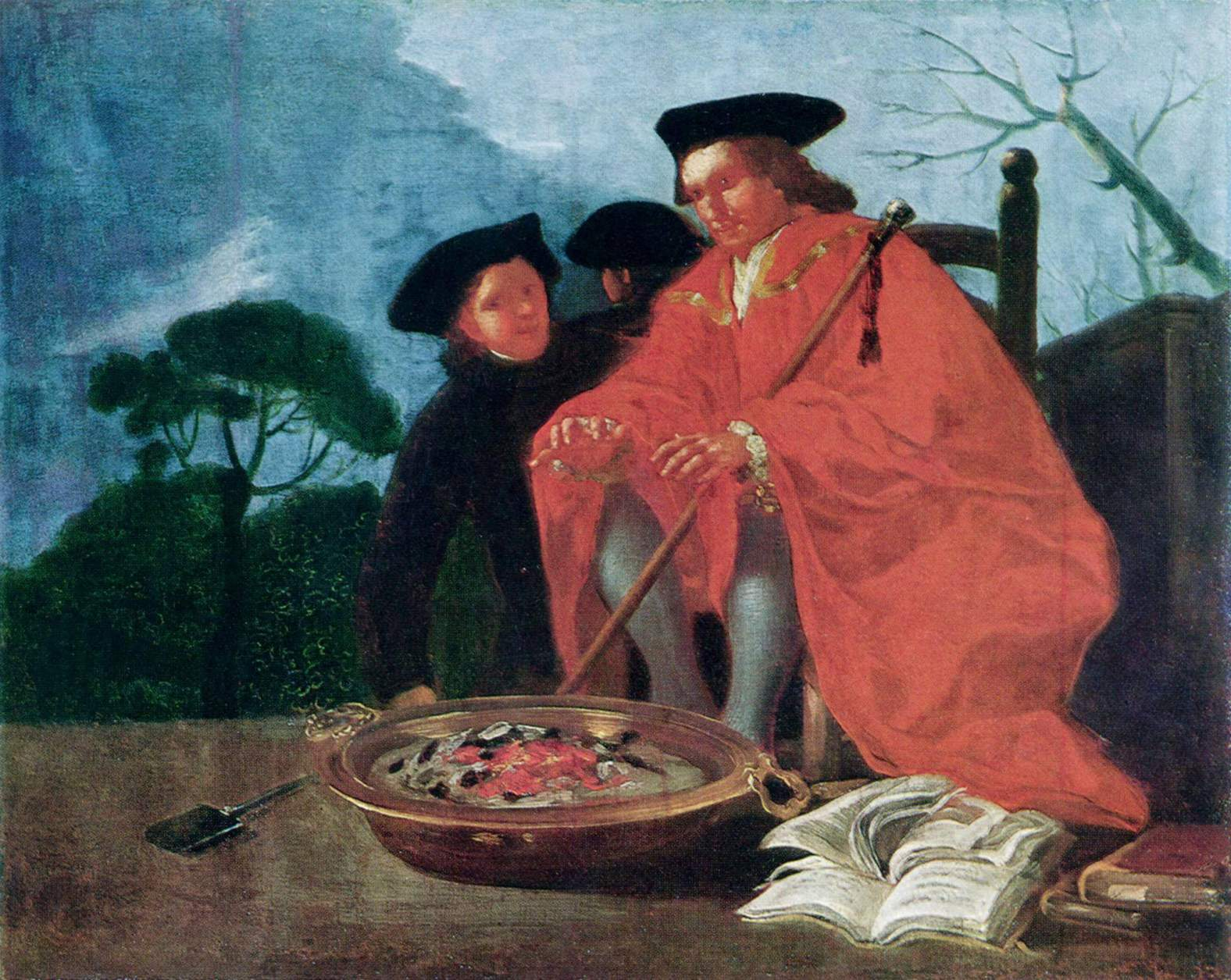
El médico. Francisco de Goya, 1780.
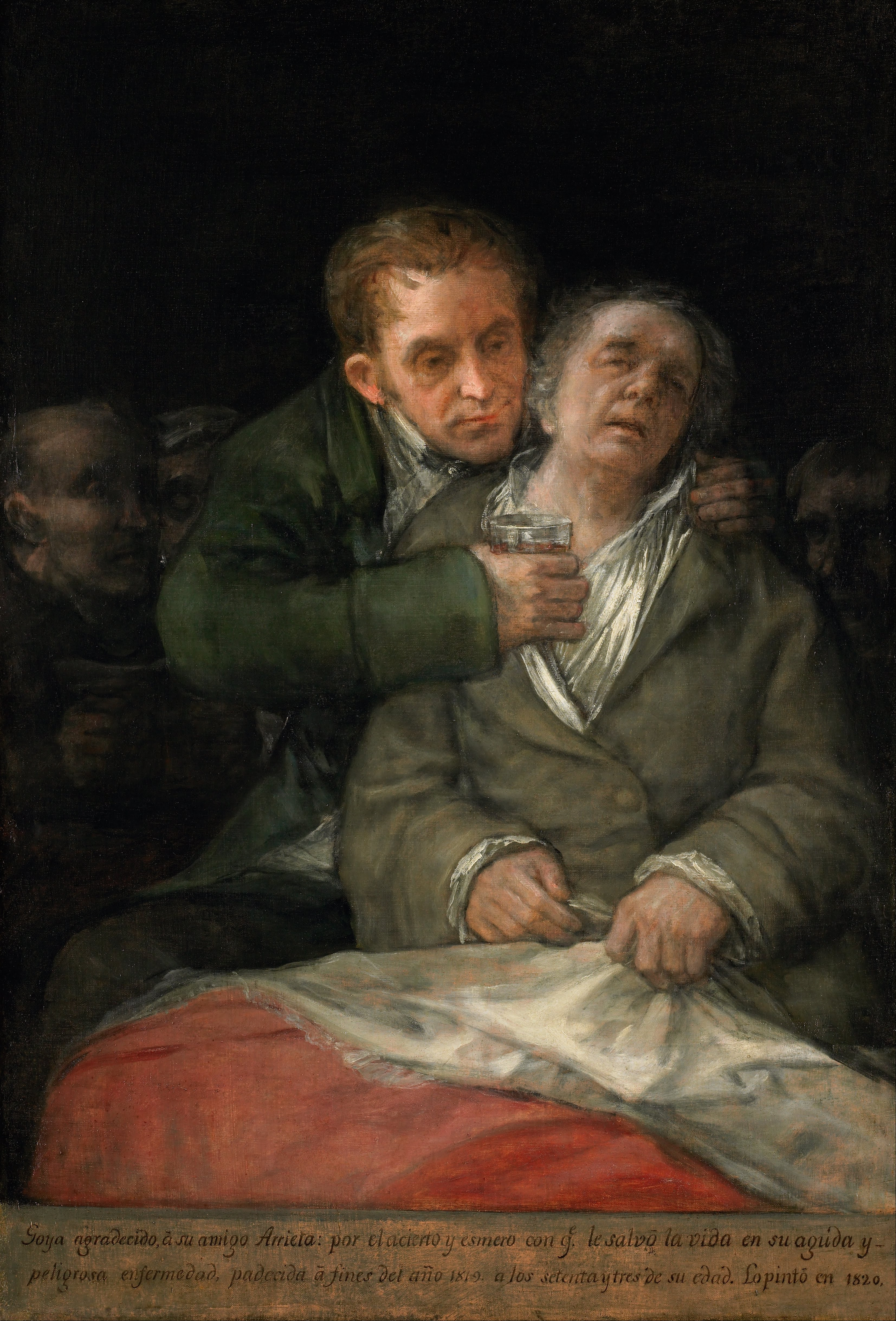
Goya atendido por Arrieta. Francisco de Goya, 1820.
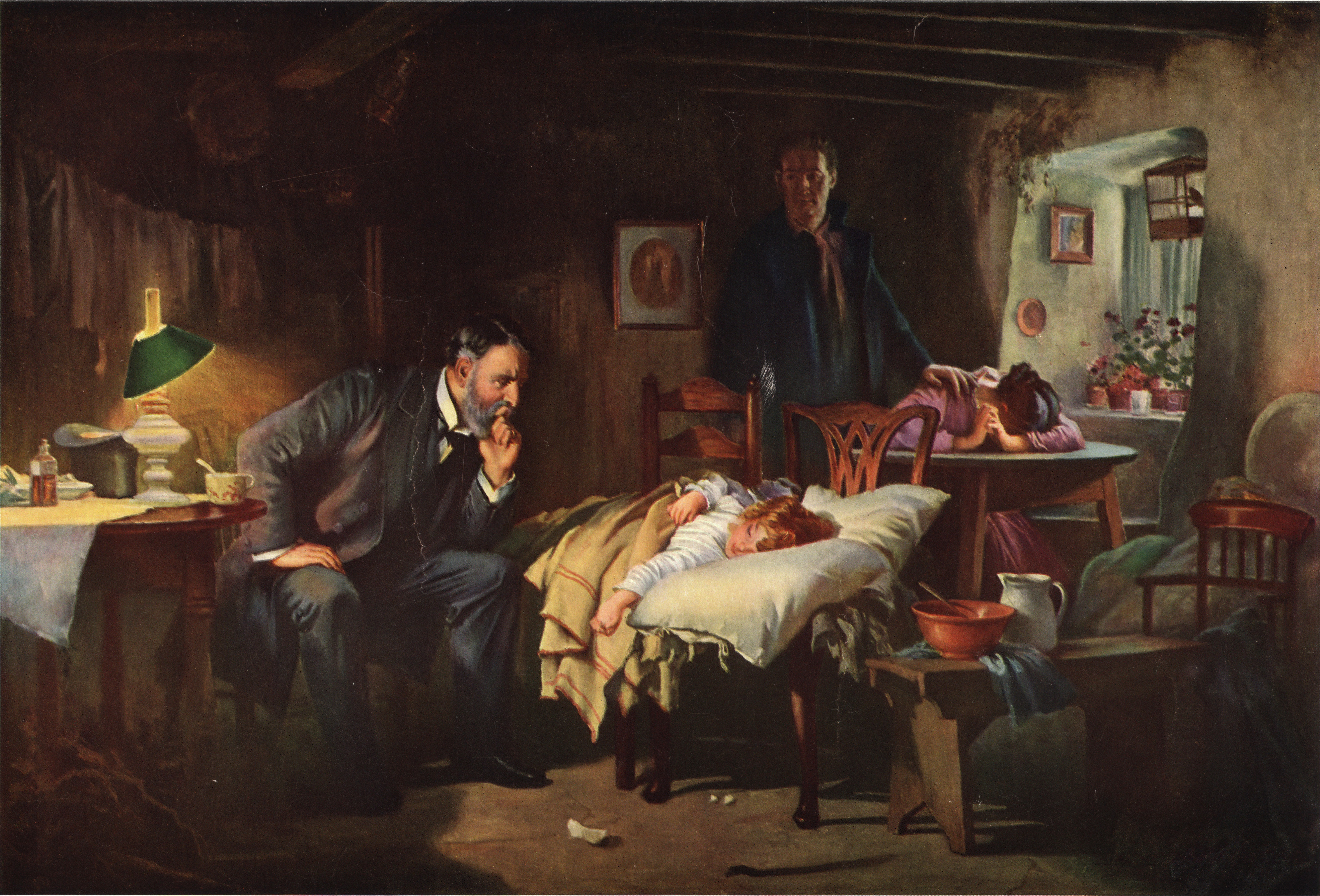
El doctor (The Doctor). Samuel Luke Fildes, 1891.
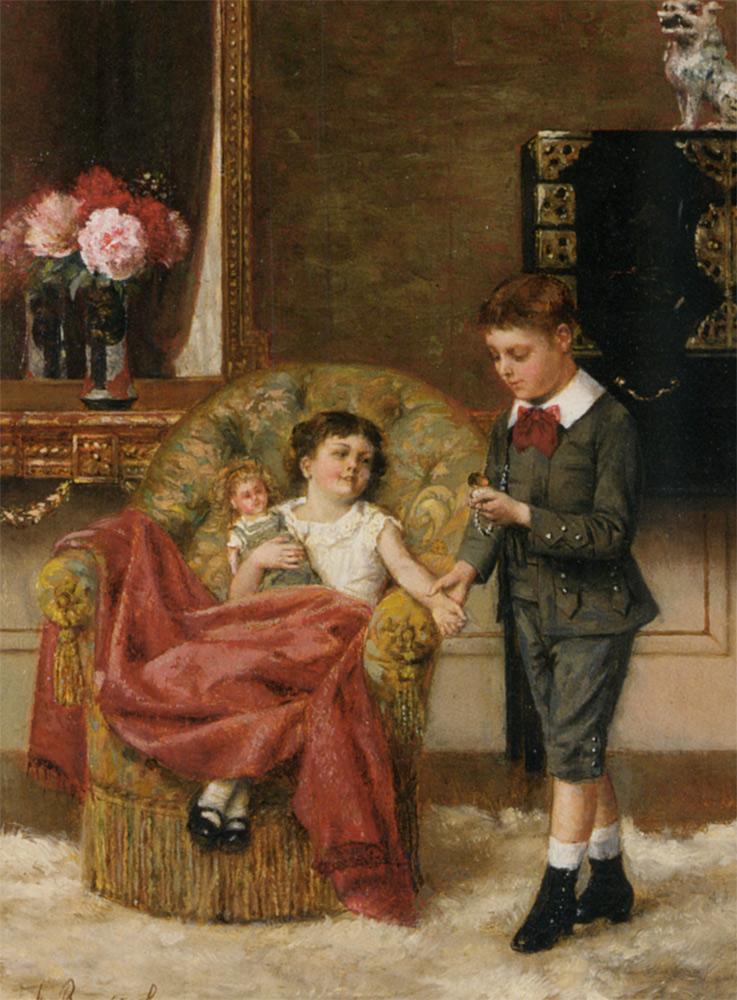
El joven médico (Le petit docteur). Albert Roosenboom, siglo XIX.

Estas son unas de las pinturas relacionadas

### Cine
- Sabino Antonio Micón. El médico a palos. España. 1926.
- Mario Soffici. El viejo doctor. Argentina. 1939.
- Alfonso Patiño Gómez. El médico de las locas. México. 1944.
- Alberto de Zavalía. La doctora quiere tangos. Argentina. 1949.
- Luis José Moglia Barth. La doctora Castañuelas. Argentina. 1950.
- Miguel Morayta Martínez. El médico de las locas. México. 1956.
- Mario Monicelli. El médico y el curandero (Il medico e lo stregone). Italia. 1957.
- Géza von Radványi. El médico de Stalingrado (Der Arzt von Stalingrad). Alemania. 1958.
- Miguel M. Delgado. El señor doctor. México. 1965, protagonizada por Cantinflas
- Luigi Zampa. El médico de la mutua (Il medico della mutua). Italia. 1968.
- Gilberto Martínez Solares. El médico módico. México. 1971.
- Giuliano Carnimeo. Pepito, médico del seguro (Pierino medico della SAUB). Italia. 1981.
- Randa Haines. El doctor (The Doctor). EE. UU. 1991, protagonizada por William Hurt
- Giacomo Campiotti. Moscati: El médico de los pobres (Giuseppe Moscati: L'amore che guarisce). Italia. 2007.
- Lance Daly. El buen doctor (The Good Doctor). EE. UU. 2011.
- Daniel Fridell. El Medico: The Cubaton Story. Suecia, Finlandia, Cuba y Estonia. 2011.
- Lucía Puenzo. El médico alemán (Wakolda). Argentina. 2013, protagonizada por Àlex Brendemühl
- Philipp Stölzl. El médico (Der Medicus). Alemania. 2013, basada en la novela El médico (The Physician) de Noah Gordon.

### Televisión
- St. Elsewhere. Estados Unidos de América. 1982.
- La doctora Quinn. Estados Unidos de América. 1993.
- ER. Estados Unidos de América. 1994.
- Médico de familia. España. 1995.
- Hospital Central. España. 2000.
- Scrubs. Estados Unidos de América, 2001.
- House M. D.. Estados Unidos de América, 2004.
- Anatomía de Grey. Estados Unidos de América, 2005.
- Diario de una doctora. Alemania, 2007.
- Doctor Mateo. España, 2009.
- A corazón abierto. Colombia, 2011.
- Buen doctor. Corea del Sur, 2013
- Doctor Stranger. Corea del Sur, 2014.
- The Night Shift. Estados Unidos de América, 2014
- The Good Doctor. Estados Unidos de América, 2017
- Médicos, línea de vida. México, 2019

### Profesionista de la Salud en la ficción
Numerosos personajes en la literatura, teatro, cine y televisión representan a profesionistas de la salud con peculiaridades muy concretas y, a veces, buscando los límites científicos y éticos del ejercicio profesional. Algunos ejemplos son:
- Dr. Bovary
- Dra. Calvin
- Dra. Cole
- Dr. House
- Dra. Grey
- Dr. Jekyll
- Dr. No
- Dra. Quinn
- Dr. Watson
- Dr. Zhivago
- Dr. Shepherd